# 若镇
若镇（法語：Jaux，法語發音：[ʒo]）是法国瓦兹省的一个市镇，属于贡比涅区。

## 地理
若镇（49°23'22"N, 2°46'34"E）面积8.63 平方千米，位于法国上法蘭西大區瓦兹省，该省份为法国北部内陆省份，北起索姆省，西接厄尔省和滨海塞纳省，南至塞纳-马恩省和瓦兹河谷省，东临埃纳省。
与若镇接壤的市镇（或旧市镇、城区）包括：沃内特、贡比涅、阿尔芒库尔、容基耶尔、拉谢勒、拉克鲁瓦圣旺、勒默。

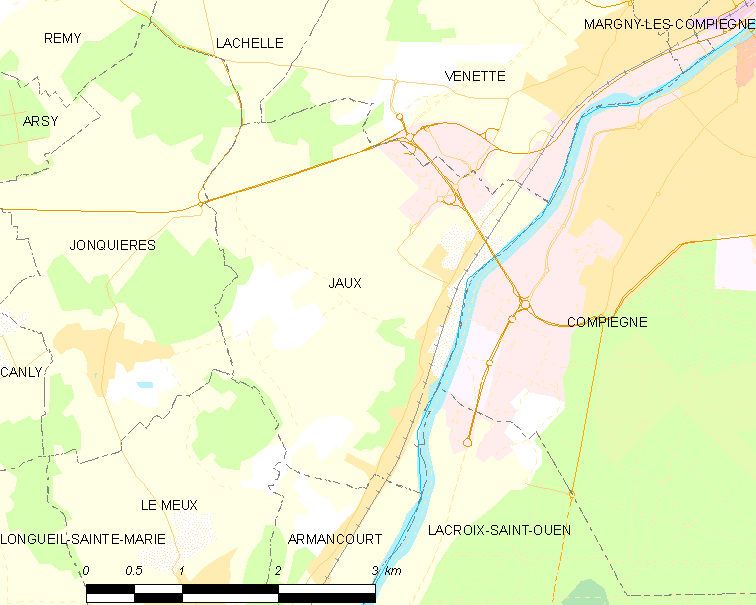
若镇的OSM定位图

若镇的时区为UTC+01:00、UTC+02:00（夏令时）。

## 行政
若镇的邮政编码为60880，INSEE市镇编码为60325。

## 政治
若镇所属的省级选区为贡比涅第二县。

## 人口

1962-2008年间若镇人口变化图示

若镇于2022年1月1日时的人口数量为2240人。